# Проєкт Blue Brain

Логотип проєкту Blue Brain

Blue Brain Project — проєкт з комп'ютерного моделювання неокортексу людини. Почався в липні 2005 року. Над проєктом спільно працюють компанія IBM і Швейцарський Федеральний Технічний Інститут Лозанни (École Polytechnique Fédérale de Lausanne — EPFL). У проєкті використовується суперкомп'ютер Blue Gene.

## Імітаційне моделювання
Основною структурною одиницею неокортексу (нової кори головного мозку) людини є  нейронна колонка. Одна така колонка містить близько 103-104 нейронів, дендрити яких проходять через всю висоту колонки. Неокортекс і кожна його колонка складається з 6 шарів. Товщина кожного шару приблизно дорівнює товщині  кредитної картки. Кількість шарів відіграє істотну роль у розумовому процесі. Так, наприклад, у собаки 4 шари нової кори, через що вона не має здатності прогнозувати ситуацію.
Проєкт використовує суперкомп'ютер Blue Gene для моделювання колонок. Наприкінці 2006 року вдалося змоделювати одну колонку неокортексу молодого щура. При цьому використовувався один комп'ютер Blue Gene і було задіяно 8192 процесора для моделювання 10000 нейронів. Тобто практично один процесор моделював один нейрон. Для з'єднань нейронів було змодельовано близько 3х107 синапсів.
У цей час команда працює над «режимом реального часу», при якому 1 секунда реального часу роботи мозку моделюється процесорами за 1 секунду.

### Фаза I
26 листопада 2007 року було оголошено про завершення «Фази I» проєкту Blue Brain. Результатами цієї фази є:
1. Нова модель мережевої структури, яка автоматично, за запитом, генерує нейронну мережу за наданими біологічним даними.
2. Новий процес симуляції та саморегуляції, який перед кожним релізом автоматично проводить систематичну перевірку та калібрування моделі, для точнішої відповідності біологічній природі.
3. Перша модель колонки неокортексу клітинного рівня, побудована виключно за біологічними даними.

### 3D візуалізація
У процесі моделювання виходить величезний обсяг даних (сотні гігабайт інформації на секунду), які надзвичайно важко аналізувати. Тому крім паралельної обробки вихідних даних був розроблений інтерфейс 3D візуалізації колонки. Меш-об'єкт візуалізованої колонки (10000 нейронів) містить близько 1 більйона трикутників і має обсяг в 100 Гб. Модель колонки, з відображенням електричної активності має обсяг близько 150 Гб. Такий інтерфейс дозволяє візуально аналізувати інформацію електричної активності та виявляти найцікавіші зони. Він також дозволяє порівнювати результати, отримані моделюванням з експериментальними результатами, які були отримані шляхом вимірюванням мікро електроенцефалограми колонки. Калібрування моделі за рахунок порівняння з реальною біологічною колонкою буде проведено в «Фазі II» проєкту.

### Моделювання свідомості
Дослідники не ставлять перед собою завданням змоделювати свідомість. 
| Якщо свідомість з'являється в результаті критичної маси взаємодій — тоді, це може бути можливо. Але ми дійсно не розуміємо, що є свідомість, тому важко про це говорити. Оригінальний текст (англ.) If consciousness arises because of some critical mass of interactions, then it may be possible. But we really do not understand what consciousness actually is, so it is difficult to say. |

## Команда дослідників
- Professor Henry Markram — директор проєкту. Директор центру Нейронауки і Технологій (Center for Neuroscience & Technology).
- Dr Robert Bishop — голова.
- Dr Ronald Cicurel — голова.
- Dr Felix Schürmann — Менеджер проєкту. Також займається дослідженнями в Інституті Мозку і Мислення (Brain Mind Institute, EPFL). Його робота полягає в пошуку альтернативних методів обчислень.
- Dr Sean Hill — Менеджер проєкту. Раніше був членом Biometaphorical Computing Group при IBM TJ Watson Research Center. Область його досліджень — великомасштабні моделі реальної біологічної активності. Досліджує пластичність синапсів, структуру нейросіток, розширення моделі від однієї колонки до повноцінного мозку з режимимами сну і неспання.
- Dr Eric Kronstadt — представник IBM. Член Академії Технологій IBM. Був двічі нагороджений компанією IBM за видатні дослідження. Має три патенти в області структури мікропроцесорів.

## Публікації
- Markram, H., 2006. The blue brain project. Nat Rev Neurosci. 7, 153—160.
- Kozloski, J. et al., Identifying, tabulating, and analyzing contacts between branched neuron morphologies, IBM Journal of Research and Development, Vol 52, Number 1 / 2, 2008
- Druckmann, S. et al., A Novel Multiple Objective Optimization Framework for Constraining Conductance-Based Neuron Models by Experimental Data, Frontiers in Neuroscience, Vol. 1, Issue 1, 2007
- Anwar, H. et al., Capturing neuron mophological diversity. In Computational modeling methods for neuroscientists. E. De Schutter (ed.), MIT Press
- Hines, M. et al., 2008. Neuron splitting in compute-bound parallel network simulations enables runtime scaling with twice as many processors, J. Comput. Neurosci.
- Hines, M. et al., 2008. Fully Implicit Parallel Simulation of Single Neurons, J. Comput. Neurosci.